# Abarshahr

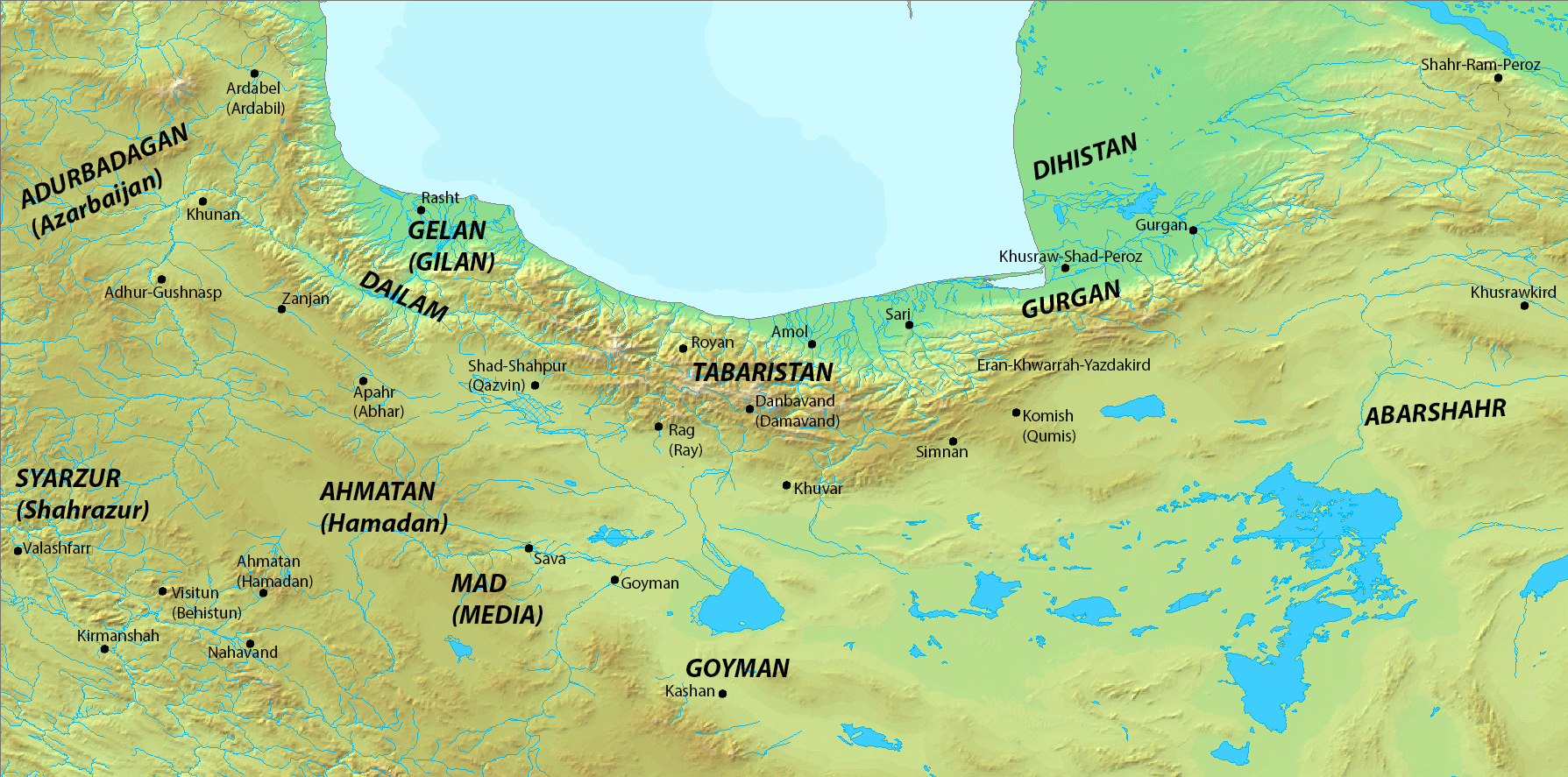
Mapa de Abarshahr (extremo derecho) y sus alrededores durante la última era sasánida.

Abarshahr fue una provincia sasánida en la Antigüedad tardía que se encontraba dentro del territorio (kust) de Jorasán. La provincia limitaba con Media al oeste, Hircania al noroeste, Margiana al noreste y Harev al sureste. Está atestiguado que el gobernador de Abarshahr tuvo el título único de kanarang, que se distingue del título de marzban que se otorgaba a los gobernadores de las provincias fronterizas.

## Etimología
Se han presentado varias etimologías en cuanto al origen del nombre de la provincia. Durante la Edad Media, por ejemplo, los geógrafos árabes declaraban que el nombre significaba 'ciudad de nubes'. También se ha interpretado que signifique 'país superior'. Una etimología más reciente que se considera más precisa sugiere que Abarshahr deriva de Aparn-xšahr, 'la tierra de los aparnos'.

## Historia
La provincia se formó durante el reinado de Sapor I como parte de sus esfuerzos para establecer una mayor centralización en el imperio, y estaba compuesta por el reino vasallo de Satarop, que había declarado su lealtad al padre de Sapor, Ardashir I, después de su victoria sobre el último rey parto, Artabano V, en la batalla de Hormizdagán en 224. La ciudad de Nishapur (en persa medio: Nēw-S̲h̲āhpūr 'buena ciudad de Sapor) fue fundada o reconstruida por Sapor I como capital administrativa de Abarshahr, cerca del templo de Adur Burzen-Mihr, hogar de uno de los tres "Grandes fuegos" considerado sagrado por los zoroastrianos. Nishapur era considerada un lugar más seguro que la antigua capital de la provincia, Tus, ante los ataques de las tribus nómadas.
Mar Ammo, un discípulo de Mani, fundador del maniqueísmo, dirigió una misión a Abarshahr acompañado por el príncipe parto Ardaván y otros durante la década de 260. Se sugiere que Ardaván, como miembro maniqueo de la élite parta, ayudó a Mar Ammo a predicar entre la nobleza parta y difundir el maniqueísmo.
En 629, durante la guerra civil sasánida de 628-632, Abarshahr fue brevemente gobernada por el usurpador sasánida Cosroes III. En 651, el último rey sasánida Yazdegerd III fue asesinado por orden de su propio general, Mahoe Suri, lo que marcó el final de la dinastía sasánida. Sin embargo, Abarshahr siguió estando bajo el gobierno del kanarang, que ya no estaba bajo la soberanía de los sasánidas. Sin embargo, esto terminaría pronto pues en 652, Abarshahr fue invadida por el general árabe Abdullah ibn Aamir, que hizo un tratado con el kanarang, Kanadbak. En el tratado, Kanadbak acordó pagar tributos a los árabes mientras tuviera el control de sus territorios en Tus. Al mismo tiempo, los karénidas de Nishapur bajo Burzin Shah y Sawar Karin, estaban amenazando a Kanadbak y a Abdullah, y reclamaban territorios en Jorasán, que incluían ciudades como Nishapur, que una vez estuvieron bajo su control. Abdullah entonces, le prometió a Kanadbak que le devolvería su territorio perdido, a cambio de ayuda contra los rebeldes karénidas. Luego comenzaron a saquear los alrededores de Nishapur, y lucharon fuertemente para capturar la ciudad.
Sawar intentó luego hacer las paces con Abdullah, diciéndole que abriría las puertas de Nishapur si le perdonaba. Abdullah estuvo de acuerdo, pero cuando se abrieron las puertas, entró con su ejército, y comenzó a saquear la ciudad y matar a sus habitantes, hasta que Kanadbak le dijo: 'Oh, señor, una vez que hayas salido victorioso y triunfante, el perdón es más alta virtud que la venganza y retribución'. Abdullah hizo lo que dijo y restauró la ciudad a manos de Kanadbak, quien continuó gobernando como vasallo Rashidun.